# 布斯肯
36°11′N 3°14′E / 36.183°N 3.233°E

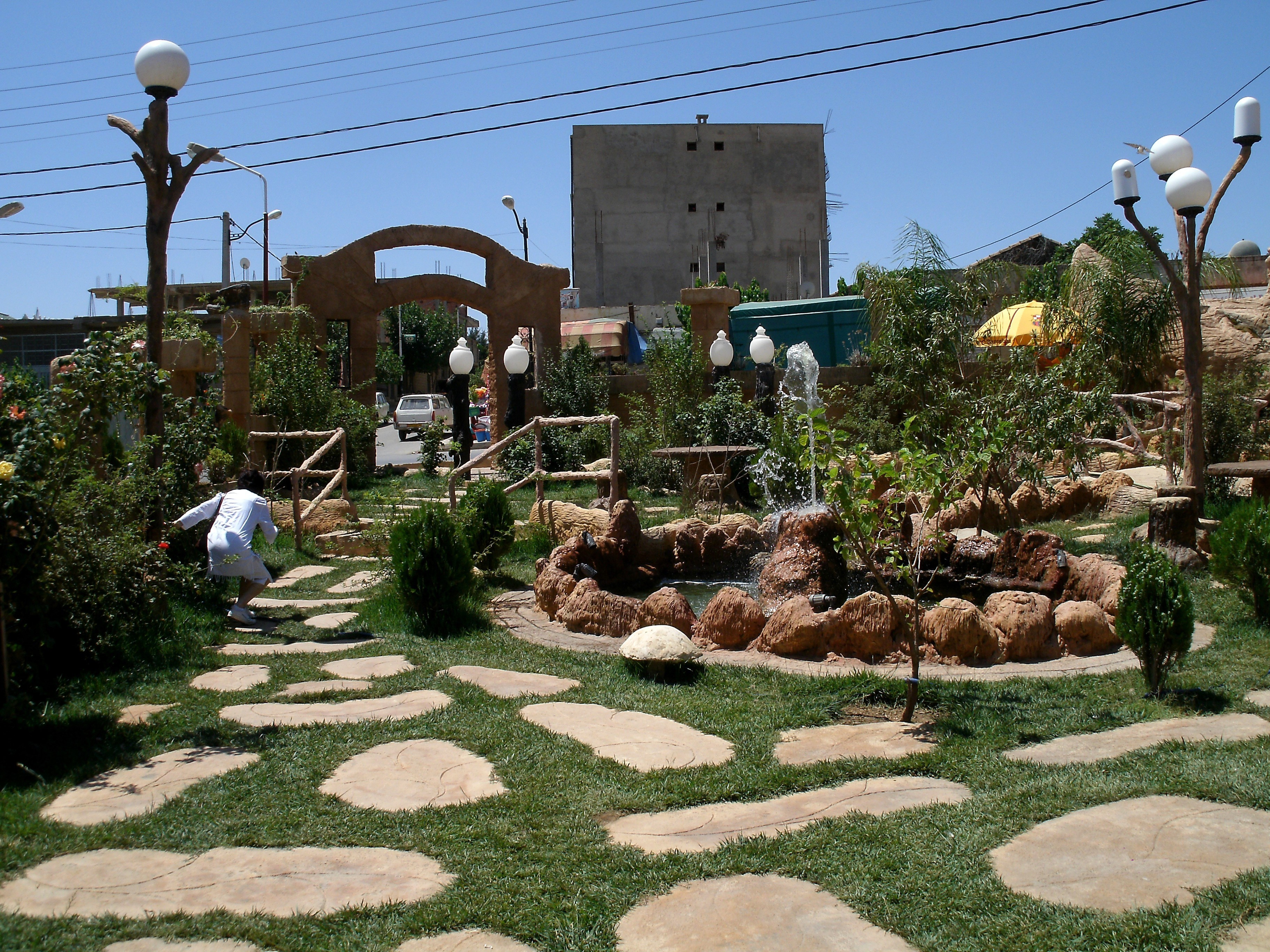
布斯肯鎮裡的花園

布斯肯（阿拉伯语：‎），是阿爾及利亞的城鎮，位於該國北部麥迪亞省，由貝尼蘇萊曼區負責管轄，面積99平方公里，海拔高度767米，2008年人口11,855，人口密度每平方公里120人。